# شادي ديل (جورجيا)
شادي ديل (بالإنجليزية: Shady Dale, Georgia)‏ هي بلدة تقع في مقاطعة جاسبر بولاية جورجيا في الولايات المتحدة. تبلغ مساحتها 2.2 (كم²)، وترتفع عن سطح البحر 190 م، بلغ عدد سكانها 242 نسمة في عام 2000 حسب إحصاء مكتب تعداد الولايات المتحدة وتصل الكثافة السكانية فيها 110 نسمة/كم2.

## وصلات خارجية
- The US50 - Cities and Towns in Georgia State
- Georgia Cities and Towns, Facts, Map, Flag, Colleges, Government, and More